# Libra (jednostka miary)
Libra (z łaciny waga) – podstawowa jednostka masy w starożytnym Rzymie, ważąca około (wynik jest średnią różnych danych) 327,45 g, dzieliła się na 12 uncji.
Od libry pochodzi stosowany w średniowiecznej Europie funt.
W Polsce libra była stosowana od XII w., głównie w aptekarstwie. Libra norymberska stosowana w XVI w wynosiła 360 gramów.
W dawnej Polsce tradycyjna miara ilości arkuszy papieru, wynosząca 24 lub 25, co stanowiło 1/20 ryzy, a w późniejszych czasach 100 arkuszy.